# Martin Pedersen
Martin Pedersen, född 15 april 1983, är en dansk före detta tävlingscyklist som var professionell från år 2005 till 2013.

## Viktigare segrar
2005
Liège-Bastogne-Liège U23
2006
 Tour of Britain totalt
2008
Omloop van het Houtland
2009
Rund um Köln